# Bridge of Dee (Dumfries and Galloway)
Bridge of Dee, schottisch-gälisch: Drochaid Dhè, ist eine Ortschaft in der schottischen Council Area Dumfries and Galloway beziehungsweise in der traditionellen Grafschaft Kirkcudbrightshire. Sie liegt rund drei Kilometer südwestlich von Castle Douglas am rechten Ufer des Dee.

## Verkehr
Vermutlich passierte zu Zeiten der römischen Besatzung Britanniens eine von Glenlochar über Gatehouse of Fleet zu Loch Ryan führende Römerstraße die Ortschaft. Sie querte den Dee bei einer Flussinsel wenige hundert Meter flussabwärts. Eine schottische Militärstraße folgte Jahrhunderte später vermutlich denselben Verlauf.
Am Südrand der Ortschaft überspannt die namensgebende Old Bridge of Dee den Dee. Sie wurde zwischen 1737 und 1740 als Teil der Fernstraße zwischen Portpatrick und Carlisle erbaut und stellte eine bedeutende Querung des Dee dar. Ab 1763 wurde eine der schottischen Militärstraßen über sie geführt. 1825 wurde sie durch die wenige hundert Meter flussaufwärts gelegene Threave Bridge ersetzt. Über diese führt heute die A75 (Stranraer–Gretna Green), welche Bridge of Dee an das Fernstraßennetz anbindet.
1864 erhielt Bridge of Dee einen eigenen Bahnhof entlang der neu eingerichteten Kirkcudbright Railway. Nachdem der Passagierverkehr bereits im September 1946 eingestellt worden war, erfolgte 1965 schließlich die Streckenschließung.